# Mi Vida (autobiografía de Clinton)
Mi Vida es una autobiografía de 2004 escrita por el expresidente de los Estados Unidos, Bill Clinton. Fue lanzado el 22 de junio de 2004, unos tres años después de que Clinton dejara el cargo. El libro fue publicado por Knopf Publishing Group y se convirtió en un éxito de ventas; el libro vendió más de 2,3 millones de copias. Clinton recibió un anticipo de $ 15 millones (equivalente a $ 24 millones en 2019) por el libro, que en ese momento fue la tarifa más alta pagada por un editor.

## Resumen y temas
En Mi Vida, Clinton cubrió su vida cronológicamente, comenzando con sus primeros años en Hope, Arkansas, y el traslado de su familia a Hot Springs, Arkansas, donde asistió a la escuela y aprendió el saxofón tenor. Posteriormente ello tuvo un papel periférico en sus apariciones públicas en política. Tuvo un interés temprano en la política, que siguió en la universidad. Finalmente se postuló y ganó la gobernación de Arkansas, y más tarde, la presidencia de los Estados Unidos. En el camino, Clinton ofrece anécdotas de personas comunes con las que ha interactuado a lo largo de los años.

Al principio de la vida de Clinton, él recuerda haber escuchado las historias de los demás de su familia y haber aprendido
que nadie es perfecto pero la mayoría de la gente es buena; que las personas no pueden ser juzgadas por sus peores o más débiles momentos; que los juicios severos pueden convertirnos a todos en hipócritas; que mucha vida está apareciendo y aguantando; que la risa es a menudo la mejor y, a veces, la única respuesta al dolor.
Luego de su derrota por segundo mandato como gobernador, Clinton comenta, "el sistema solo puede absorber tantos cambios a la vez; nadie puede vencer todos los intereses arraigados al mismo tiempo; y si la gente piensa que tú has dejado de escuchar, estás hundido ".
En una batalla política, dijo que uno debe esperar un ataque de su oponente, luego contraatacar lo más fuerte y rápido posible. Creía que las primeras meteduras de pata en la carrera política de Clinton fueron el resultado de tardar demasiado en responder a los ataques.

## Proceso de escritura
Clinton pasó cerca de dos años y medio en el libro. Reunió material durante cuatro meses, escribió un bosquejo y pasó dos años y dos meses escribiendo el libro. El editor del libro fue Justin Cooper . "Lo escribí a mano, dejé espacios en blanco para la investigación, él hacía la investigación, la ponía en la computadora, la imprimía y luego la editaba", dijo Clinton. "Cada página de este libro probablemente haya sido revisada entre tres y nueve veces". El borrador original del libro fue escrito completamente a mano. "[Había] 22 cuadernos grandes y gruesos".

## Reacción
Con 1008 páginas, las memorias fueron reprendidas por su extensión, y el comediante Jon Stewart bromeó: "Tengo que confesar que no terminé todo el libro; estoy en... la página 12000". De manera similar, el entonces presidente George W. Bush bromeó diciendo que tenía "10.000 páginas".
En 2007, Teletext llevó a cabo una encuesta a lectores británicos, cuyos resultados revelaron que de los encuestados que habían comprado o tomado prestado Mi Vida, el 30% no lo había leído o había comenzado a leerlo pero no lo había terminado.
El exasesor de Clinton, Dick Morris, escribió una refutación titulada Because He Could (2004), criticando Mi Vida. En su propio libro, Morris presentó lo que él creía que eran inexactitudes fácticas de diferentes eventos que Clinton describió en Mi Vida. 
La ex pasante de la Casa Blanca, Monica Lewinsky, también fue muy crítica con el libro, particularmente con los pasajes en los que Clinton escribe sobre su romance con ella, diciendo que había pensado que él "corregiría las declaraciones falsas que hizo cuando estaba tratando de proteger la presidencia".
Clinton ganó US $ 30 millones en abril de 2008 por las ventas de Mi Vida y su libro posterior, Giving: How Each of Us Can Change the World .

## Ediciones
Además de la tapa dura de volumen completo que se lanzó inicialmente, siguieron varias otras ediciones, que incluyen: una edición limitada de lujo que estaba numerada, en estuche y autografiada (ISBN 978-1400044504 ); libro de bolsillo comercial; audio (leído por Bill Clinton); y una edición de bolsillo para el mercado masivo separada en dos volúmenes. La edición del audiolibro, leída por Clinton y publicada por Random House Audio, ganó el premio Grammy 2005 al Mejor Álbum Hablado .
Esta fue la segunda vez que Clinton ganó el premio; En febrero de 2004, Clinton (junto con el exlíder de la Unión Soviética Mijaíl Gorbachov y la actriz Sophia Loren ) ganó el premio Grammy al Mejor Álbum de Hablado para Niños . Fueron narradores del álbum Peter and the Wolf / Wolf Tracks de la Orquesta Nacional Rusa.